# Steve Mokone
Steve Mokone, né le 23 mars 1932 à Johannesbourg et mort le 20 mars 2015 à Washington DC, est un footballeur sud-africain qui jouait au poste d'attaquant.

## Biographie
Steve Mokone débute en 1955 avec Coventry City après s'être formé dans les rangs de clubs sud-africains tels que le Pretoria Home Stars et le Bush Bucks FC. Il reste pendant deux saisons à Coventry au cours desquelles il joue quatre matches de championnat et marque un but. En 1957, il rejoint le club néerlandais de Heracles Almelo avec qui il remporte la Tweede Divisie en 1958. En 1959, il rejoint Cardiff City FC. Il marque lors de son premier match face à Liverpool le 22 août 1959. Il est recruté par le FC Barcelone, mais ne joue aucun match. Il est prêté à l'Olympique de Marseille en 1960. La même année, il rejoint Torino FC, puis Valence CF en 1961.
En 1964, il occupe le poste de joueur-entraîneur avec le club australien de Sunshine George Cross FC.
En 1964, Steve Mokone s'installe aux États-Unis. En novembre 1977, il agresse et blesse grièvement son épouse et l'avocate de celle-ci avec de l'acide sulfurique. Il est condamné et est emprisonné jusqu'en 1990.
Le journaliste néerlandais Tom Egbers (en) a écrit un roman, De Zwarte Meteoor (The Black Meteor), basé sur la vie de Steve Mokone adapté au cinéma en 2000 par Guido Pieters.
Il reçoit l'Ordre de l'Ikhamanga, échelon or, en 2003.